# Raphaël Poirée
Pour les articles homonymes, voir Poirée.
Raphaël Poirée est un biathlète français, né le 9 août 1974 à Rives, dans l'Isère. Sa carrière sportive s'est étendue de 1995 à 2007 au niveau international.
Il possède l'un des plus riches palmarès du biathlon. Bien qu'il n'ait jamais réussi à devenir champion olympique, il a remporté trois médailles aux Jeux olympiques : une en argent sur la poursuite à Salt Lake City en 2002 et deux en bronze avec le relais français en 2002 et en 2006.  Plus prolifique dans les autres compétitions internationales, il a glané dix-huit médailles mondiales, dont huit titres de champion du monde, et il a remporté à quatre reprises le classement général de la Coupe du monde ainsi que dix autres Globes de spécialités, cumulant quarante-quatre victoires pour un total de cent trois podiums lors des épreuves individuelles.

## Biographie
Raphaël Poirée est né le 9 août 1974 à Rives, et a grandi à La Chapelle-en-Vercors, dans la Drôme. Il est sans aucun doute l'un des meilleurs biathlètes de l'histoire, se distinguant par un palmarès exceptionnel auquel il ne manque que l'or olympique. Il a notamment été 8 fois champion du monde et a remporté 4 fois la Coupe du monde.
Par ailleurs, il forme un couple en or avec l'ancienne biathlète norvégienne Liv Grete Poirée (née Skjelbreid) avec qui il s'est marié en 2000 et a eu trois filles : Emma (née le 27 janvier 2003), Anna (née le 10 janvier 2007) et Lena (née le 10 octobre 2008). Ils se séparent en juillet 2013 . Son frère Gaël, aussi biathlète a fait partie de l'équipe de France.
Le 28 décembre 2009, il est victime d'un grave accident de quad chez lui à Eikelandsosen en Norvège lors d'une promenade avec sa femme Liv et sa deuxième fille Anna. Ses cervicales ont été touchées. Il a ainsi été opéré le 3 janvier 2010 pendant plus de 10 heures. L'opération a donné des résultats satisfaisants. Il évite ainsi la paralysie de peu et n'a que peu de séquelles.

### Débuts en biathlon
Après avoir franchi les étapes dans les catégories juniors (il est double champion du Monde en 1994 et champion d'Europe en 1995), Raphaël effectue ses grands débuts en Coupe du monde en 1995 à Lahti en Finlande. Sa première course, un individuel, n'est pas une contre-performance puisqu'il obtient une honorable 41e place en faisant 4 fautes au tir. Il fait quelques autres apparitions en Coupe du monde et marque ses premiers points en obtenant une 16e place sur un individuel à Oslo Holmenkollen dès le début de la saison 1995/1996. Cette saison le révèle comme l'un des espoirs de la discipline, puisqu'il obtient ses premiers podiums et marque régulièrement de gros points. Ainsi, c'est encore lors d'un individuel à Osrblie (Slovaquie)  qu'il obtient son premier podium en finissant à la deuxième place. Il conclut sa première année complète en finissant à la 17e place du classement général de la Coupe du monde. Il obtient finalement sa première victoire sur le circuit mondial sur un sprint à Ruhpolding lors de la saison 1997/1998. Il connaît sa première sélection pour les Jeux olympiques de Nagano en 1998 mais ne remporte pas la moindre médaille.

### Domination mondiale
Raphaël Poirée s'affirme progressivement comme le meilleur biathlète du moment en remportant le classement général de la Coupe du monde lors de la saison 1999/2000. Plus encore, il remporte son premier titre mondial en 2000 à Oslo. Il confirme les deux saisons suivantes en remportant le classement général de la Coupe du monde et en remportant un nouveau titre mondial. Ces années voient également la montée de la rivalité avec l'autre champion du biathlon, le norvégien Ole Einar Bjørndalen. Ils ont tous les deux la particularité d'avoir le même âge et, de ce fait, d'avoir un parcours similaire, puisque Bjørndalen a remporté le classement général de la Coupe du monde en 1998. Le duel qui anime le circuit mondial préfigure une lutte aux couteaux lors des Jeux olympiques de Salt Lake City organisés en 2002. Mais alors qu'il fait figure de favori avec son homologue norvégien, Raphaël ne remporte que la médaille d'argent de la poursuite tandis que Bjørndalen écrase la compétition avec quatre médailles d'or. Raphaël remporte également le bronze avec le relais français. Cependant, Raphaël n'a pas gagné la médaille d'or qu'il espérait. Il décide tout de même de se fixer comme objectif les prochains Jeux. Au cours de l'année 2004, il fait le grand chelem en Coupe du Monde : il gagne les 4 petits globes (Individuel, Sprint, Poursuite, et Mass Start).

### Quête de l'or olympique
Raphaël repart de plus belle malgré sa relative contre-performance olympique. Ainsi, il remporte plusieurs titres mondiaux et une nouvelle Coupe du monde. L'année 2003/2004 marque le début de la reconnaissance au niveau français, où le biathlon n'est pas très populaire. Ses performances aux Championnats du monde de biathlon à Oberhof, où il obtient trois titres s'ajoutent aux quatre remportés par son épouse, la biathlète norvégienne Liv Grete Poirée. Le couple franco-norvégien qui réalise une véritable razzia, monopolisant la quasi-totalité des victoires, contribue à faire parler du biathlon dans un pays peu habitué à voir les sports d'hiver faire l'actualité sportive. Cette période marque l'apogée de la carrière de Raphaël Poirée. Plus que jamais, le Français devient une des stars du biathlon, notamment dans les pays où les sports d'hiver sont rois. 
En 2006, Raphaël participe à ce qui pourrait être ses derniers Jeux olympiques et donc sa dernière occasion de remporter une médaille d'or. Malheureusement, lors de ces Jeux olympiques de Turin, il n'atteint pas son objectif de titre olympique, le seul qui lui manque. Il échoue dans les épreuves individuelles, avec des insuffisances tant sur les skis que sur le pas de tir. De plus, il n'est pas épargné par la malchance puisqu'il connaît des problèmes de ski lors de la poursuite qui le contraignent à l'abandon. Toutefois, après un temps de remise en cause et de baisse de moral, il se remobilise pour l'épreuve du relais. Placé en dernier relayeur, il réalise une fantastique remontée sur le concurrent suédois, qu'il bat de quelques centimètres pour apporter à l'équipe de France la médaille de bronze.

### Fin de carrière
Le 6 février 2007, après un nouveau titre sur l'épreuve de l'individuel 20 km aux Championnats du monde de 2007 à Antholz-Anterselva (Italie), Raphaël Poirée crée la surprise en annonçant qu'il mettra un terme à sa carrière à la fin de la saison, renonçant donc à ses rêves olympiques, pour se consacrer à son épouse, Liv-Grete, et à ses deux filles, Emma et Anna : « Ma petite Emma m'a dit « je t'aime papa et je veux que tu restes avec moi » et quand ton enfant te dit cela, c'est la priorité absolue, devant le succès sportif. ». Il remporte encore deux médailles les jours suivants, en argent et en bronze. Dès lors sans pression pour la fin de la saison, le biathlète remporte trois victoires consécutives à Lahti puis une quatrième à Oslo-Holmenkollen (et deux deuxième places), et dépasse le nombre symbolique de 100 podiums (103) en carrière, performance que seul Ole Einar Bjoerndalen avait réalisée jusque-là. Il dispute sa dernière épreuve de Coupe du monde, une mass-start, le 11 mars 2007 à Oslo-Holmenkollen. L'histoire retiendra un dernier sprint mémorable pour la victoire avec son grand rival de toujours Ole Einar Bjørndalen. La photo-finish est nécessaire pour départager les deux champions : le Français laisse la victoire au Norvégien pour quelques millimètres.
Raphaël Poirée boucle ainsi une carrière exceptionnelle sur une deuxième place, son 103e podium individuel dans l'élite mondiale, avec 44 victoires en Coupe du monde à son palmarès. Viennent s'ajouter quatre victoires au classement général de la Coupe du monde, connu sous le terme de gros globes de cristal, et dix petits globes de cristal des spécialités. Un gros globe de cristal lui tendait encore les bras, ainsi que le petit globe de la mass-start, mais Poirée, homme de caractère et de parole avait décidé, annoncé et promis à sa fille, qu'il s'arrêterait à Oslo-Holmenkollen, capitale de sa seconde patrie la Norvège et haut-lieu du ski nordique, soit à une étape du terme de la saison. Cependant c'est au Grand-Bornand, le 1er avril 2007 lors des Championnats de France, que Raphaël Poirée raccroche définitivement les spatules et fait ses adieux à la compétition en même temps que sa compatriote Florence Baverel-Robert.

### Après-carrière
Après une courte expérience d'entraîneur de l'équipe nationale masculine de Biélorussie, Raphaël Poirée s'est éloigné du monde du biathlon — quoiqu'il entraîne la biathlète norvégienne Thekla Brun-Lie, il continue à vivre en Norvège où il est maintenant salarié d'une entreprise de travaux publics et de terrassement,. Il est notamment consultant pour Eurosport lors des championnats du monde de biathlon 2016. Il est également envoyé spécial pour la chaîne L'Équipe à l'occasion des championnats du monde 2017 et de l'étape française du Grand-Bornand lors de la saison 2017-2018.
En 2020, il publie le livre : Raphaël Poirée, la poursuite d'une vie, dans lequel il raconte son parcours de sportif mais également les temps forts d’une vie hantée par l’absence du père et où la poursuite du bonheur en fut le fil conducteur (écrit en collaboration avec Yves Perret).

## Entraîneur
Raphaël se consacre entièrement à l'encadrement et à la formation de biathlètes.
- Saison 2008/2009 : Entraîneur de l'équipe nationale B de Norvège.
- Saison 2009/2010 : Entraîneur de l'équipe nationale junior féminine de Norvège.
- Saison 2012/2013 : Entraîneur de l'équipe nationale masculine de Biélorussie[7].

## Palmarès

### Jeux olympiques d'hiver
| Épreuve / Édition                   | Individuel | Sprint  | Poursuite                          | Mass start                       | Relais                              |
| Jeux olympiques 1998 Nagano         | 22e        | abandon | Épreuve inexistante à cette date   | Épreuve inexistante à cette date | 7e                                  |
| Jeux olympiques 2002 Salt Lake City | 10e        | 9e      | Médaille d'argent, Jeux olympiques | Épreuve inexistante à cette date | Médaille de bronze, Jeux olympiques |
| Jeux olympiques 2006 Turin          | 20e        | 9e      | abandon                            | 12e                              | Médaille de bronze, Jeux olympiques |

Légende :
- : première place, médaille d'or
- : deuxième place, médaille d'argent
- : troisième place, médaille de bronze
- : épreuve non olympique ou inexistante
- - : Non disputée par Poirée

### Championnats du monde
| Mondiaux \ Épreuve              | Individuel           | Sprint               | Poursuite                        | Mass start                       | Relais                    | Relais mixte                     | Par équipes                      |
| 1996 Ruhpolding                 | 67e                  | 23e                  | Épreuve inexistante à cette date | Épreuve inexistante à cette date | 5e                        | Épreuve inexistante à cette date | -                                |
| 1997 Brezno                     | 14e                  | 59e                  | -                                | Épreuve inexistante à cette date | 5e                        | Épreuve inexistante à cette date | 7e                               |
| 1998 Pokljuka Hochfilzen        | JO Nagano            | JO Nagano            | Médaille de bronze, monde        | Épreuve inexistante à cette date | JO Nagano                 | Épreuve inexistante à cette date | 7e                               |
| 1999 Kontiolahti Holmenkollen   | 19e                  | 26e                  | 11e                              | 9e                               | 12e                       | Épreuve inexistante à cette date | Épreuve inexistante à cette date |
| 2000 Holmenkollen Lahti         | 4e                   | 6e                   | Médaille de bronze, monde        | Médaille d'or, monde             | 10e                       | Épreuve inexistante à cette date | Épreuve inexistante à cette date |
| 2001 Pokljuka                   | 37e                  | 7e                   | Médaille d'argent, monde         | Médaille d'or, monde             | Médaille d'or, monde      | Épreuve inexistante à cette date | Épreuve inexistante à cette date |
| 2002 Holmenkollen               | JO Salt Lake City    | JO Salt Lake City    | JO Salt Lake City                | Médaille d'or, monde             | JO Salt Lake City         | Épreuve inexistante à cette date | Épreuve inexistante à cette date |
| 2003 Khanty-Mansiïsk            | 7e                   | abandon              | -                                | Médaille de bronze, monde        | 13e                       | Épreuve inexistante à cette date | Épreuve inexistante à cette date |
| 2004 Oberhof                    | Médaille d'or, monde | Médaille d'or, monde | Médaille d'argent, monde         | Médaille d'or, monde             | Médaille de bronze, monde | Épreuve inexistante à cette date | Épreuve inexistante à cette date |
| 2005 Hochfilzen Khanty-Mansiïsk | 8e                   | 13e                  | 9e                               | Médaille de bronze, monde        | 5e                        | 6e                               | Épreuve inexistante à cette date |
| 2006 Pokljuka                   | JO Turin             | JO Turin             | JO Turin                         | JO Turin                         | JO Turin                  | Médaille de bronze, monde        | Épreuve inexistante à cette date |
| 2007 Antholz                    | Médaille d'or, monde | 8e                   | 6e                               | Médaille de bronze, monde        | -                         | Médaille d'argent, monde         | Épreuve inexistante à cette date |

Légende :
- : première place, médaille d'or
- : deuxième place, médaille d'argent
- : troisième place, médaille de bronze
- : épreuve inexistante ou ne figurant pas au programme
- - : Non disputée par Poirée

### Coupe du monde
- 4 gros globes de cristal en 2000, 2001, 2002 et 2004.
- 10 petits globes de cristal (dont un grand chelem en 2004) :
  - Vainqueur du classement du sprint en 2004.
  - Vainqueur du classement de la poursuite en 1999, 2001,  2002 et 2004.
  - Vainqueur du classement de l'individuel en 2004 et 2007.
  - Vainqueur du classement de la mass start en 2000, 2004 et 2005.
- 118 podiums[13] :
  - 103 podiums individuels : 44 victoires, 39 deuxièmes places et 20 troisièmes places
  - 13 podiums en relais : 2 victoires, 2 deuxièmes places et 9 troisièmes places.
  - 2 podiums en relais mixte : 1 deuxième place et 1 troisième place.

#### Classements en Coupe du monde
| Saison    | Individuel | Individuel | Individuel | Sprint  | Sprint | Sprint   | Poursuite                        | Poursuite                        | Poursuite                        | Mass start                       | Mass start                       | Mass start                       | Général | Général | Général  |
| Saison    | Courses    | Points     | Position   | Courses | Points | Position | Courses                          | Points                           | Position                         | Courses                          | Points                           | Position                         | Courses | Points  | Position |
| --------- | ---------- | ---------- | ---------- | ------- | ------ | -------- | -------------------------------- | -------------------------------- | -------------------------------- | -------------------------------- | -------------------------------- | -------------------------------- | ------- | ------- | -------- |
| 1994-1995 | 2/7        | -          | nc         | 2/7     | -      | nc       | Épreuve inexistante à cette date | Épreuve inexistante à cette date | Épreuve inexistante à cette date | Épreuve inexistante à cette date | Épreuve inexistante à cette date | Épreuve inexistante à cette date | 4/14    | -       | nc       |
| 1995-1996 | 7/7        | 49         | 20e        | 7/7     | 59     | 14e      | Épreuve inexistante à cette date | Épreuve inexistante à cette date | Épreuve inexistante à cette date | Épreuve inexistante à cette date | Épreuve inexistante à cette date | Épreuve inexistante à cette date | 14/14   | 108     | 17e      |
| 1996-1997 | 6/6        | 29         | 26e        | 9/9     | 87     | 13e      | 3/4                              | 34                               | 16e                              | Épreuve inexistante à cette date | Épreuve inexistante à cette date | Épreuve inexistante à cette date | 18/20   | 150     | 16e      |
| 1997-1998 | 5/5        | 42         | 11e        | 10/10   | 161    | 2e       | 3/3                              | 46                               | 7e                               | Épreuve inexistante à cette date | Épreuve inexistante à cette date | Épreuve inexistante à cette date | 18/18   | 249     | 5e       |
| 1998-1999 | 3/3        | 26         | 16e        | 9/9     | 107    | 11e      | 9/9                              | 185                              | 1er                              | 2/2                              | 47                               | 2e                               | 23/23   | 365     | 5e       |
| 1999-2000 | 4/4        | 68         | 2e         | 8/8     | 153    | 3e       | 9/9                              | 172                              | 3e                               | 4/4                              | 77                               | 1er                              | 25/25   | 470     | 1er      |
| 2000-2001 | 4/4        | 83         | 7e         | 10/10   | 375    | 2e       | 6/7                              | 278                              | 1er                              | 4/4                              | 136                              | 3e                               | 24/25   | 921     | 1er      |
| 2001-2002 | 3/4        | 88         | 5e         | 7/8     | 233    | 3e       | 7/7                              | 362                              | 1er                              | 3/3                              | 100                              | 2e                               | 22/24   | 805     | 1er      |
| 2002-2003 | 1/3        | 32         | 23e        | 8/9     | 226    | 4e       | 5/7                              | 199                              | 3e                               | 4/4                              | 114                              | 3e                               | 18/23   | 591     | 4e       |
| 2003-2004 | 3/3        | 146        | 1er        | 10/10   | 358    | 1er      | 8/9                              | 331                              | 1er                              | 3/4                              | 140                              | 1er                              | 24/26   | 1010    | 1er      |
| 2004-2005 | 4/4        | 99         | 6e         | 10/10   | 277    | 3e       | 7/9                              | 274                              | 3e                               | 4/4                              | 146                              | 1er=                             | 25/27   | 869     | 3e       |
| 2005-2006 | 3/3        | 83         | 3e         | 10/10   | 245    | 3e       | 6/8                              | 200                              | 3e                               | 5/5                              | 157                              | 2e                               | 24/26   | 693     | 2e       |
| 2006-2007 | 4/4        | 150        | 1er        | 8/10    | 207    | 6e       | 3/7                              | 173                              | 7e                               | 5/6                              | 147                              | 3e                               | 20/27   | 709     | 3e       |

#### Détail des victoires individuelles
| Saison / Épreuve | Sprint                                   | Poursuite                                 | Individuel                                          | Mass start                               | Total |
| 1997-1998        | Ruhpolding                               |                                           |                                                     |                                          | 1     |
| 1998-1999        |                                          | Hochfilzen Ruhpolding Lake Placid         |                                                     | Ruhpolding                               | 4     |
| 1999-2000        | Antholz-Anterselva                       |                                           | Brezno                                              | Holmenkollen (Ch du monde)               | 3     |
| 2000-2001        | Pokljuka Brezno Oberhof                  | Pokljuka Ruhpolding                       |                                                     | Pokljuka (Ch du monde)                   | 6     |
| 2001-2002        | Ruhpolding Lahti                         | Pokljuka Lahti Antholz-Anterselva         |                                                     | Oberhof Holmenkollen (Ch du monde)       | 7     |
| 2002-2003        | Brezno                                   | Brezno                                    |                                                     |                                          | 2     |
| 2003-2004        | Pokljuka Oberhof (Ch du monde) Fort Kent | Brezno Lake Placid Fort Kent Holmenkollen | Brezno Oberhof (Ch du monde)                        | Antholz-Anterselva Oberhof (Ch du monde) | 11    |
| 2004-2005        |                                          | Oberhof                                   |                                                     | Östersund Khanty-Mansiïsk                | 3     |
| 2005-2006        |                                          |                                           | Hochfilzen                                          |                                          | 1     |
| 2006-2007        | Hochfilzen Lahti                         | Lahti                                     | Antholz-Anterselva (Ch du monde) Holmenkollen Lahti |                                          | 6     |
| Total            | 13                                       | 15                                        | 7                                                   | 9                                        | 44    |